# Casiguran (Aurora)
Casiguran (Bayan ng Casiguran) är en kommun i Filippinerna. Kommunen ligger på ön Luzon, och tillhör provinsen Aurora. Folkmängden uppgår till 24 313 invånare år 2015.

## Barangayer
Casiguran är indelat i 24 barangayer.
| - Barangay 1 (Pob.) - Barangay 2 (Pob.) - Barangay 3 (Pob.) - Barangay 4 (Pob.) - Barangay 5 (Pob.) - Barangay 6 (Pob.) - Barangay 7 (Pob.) - Barangay 8 (Pob.) - Calabgan - Calangcuasan - Calantas - Culat | - Dibet - Esperanza - Lual - Marikit - Tabas - Tinib - Bianuan - Cozo - Dibacong - Ditinagyan - Esteves - San Ildefonso |